# Ceraturgus fasciatus
Ceraturgus fasciatus là một loài ruồi trong họ Asilidae. Ceraturgus fasciatus được Walker miêu tả năm 1849. Loài này phân bố ở vùng Tân Bắc giới.